# Casco de acero
The Steel Helmet o en español Casco de acero (1951) es una película de guerra dirigida por Samuel Fuller y producida por Lippert Studios durante la guerra de Corea. Esta fue la primera película sobre la guerra y la primera de varias películas bélicas producidas, dirigidas y escritas por Fuller. La integración racial del Ejército de los Estados Unidos se dio durante la guerra de Corea y la película es una parábola sobre cómo los americanos necesitaban unirse y luchar contra la Guerra Fría. 

## Argumento o sinopsis
Cuando una unidad de infantería estadounidense se rinde a los norcoreanos, los prisioneros de guerra tienen las manos atadas a sus espaldas y luego son ejecutados. Solamente el sargento Zack (Gene Evans) sobrevive a la masacre, salvado su vida gracias a su casco que desvió la bala. Es liberado por un huérfano surcoreano (William Chun), apodado "salvaje" y "hombre de poca estatura" por Zack, quien se acerca a pesar de la molestia del sargento. El huérfano enfrenta las actitudes raciales americanas cuando exige que Zack se refiera a él como surcoreano. 
Se encuentran con el cabo Thompson (James Edwards), un médico afroamericano y también el único superviviente de su unidad. Luego se encuentran con una patrulla dirigida por el inexperto teniente Driscoll (Steve Brodie). El problema racial surge cuando los soldados blancos sugieren que el médico negro era un desertor. Pero poco después, una emergencia en el campo de batalla exige unidad interracial cuando los hombres son tiroteados por francotiradores. Juntos, Zack y el sargento Tanaka (Richard Loo) despachan a los francotiradores. Zack, a regañadientes, está de acuerdo en ayudar a la unidad a establecer un puesto de observación en un templo budista. Un soldado estadounidense es poco después asesinado por una trampa.
El grupo fue "diseñado" por Fuller para que el Ejército estadounidense fuera ampliamente representativo de la Guerra de Corea. Por lo tanto, hay un elemento de estereotipo en los personajes. Entre ellos están Joe, el tranquilo (Sid Melton); el objetor de conciencia (Robert Hutton); el "intelectual" (el oficial); un afroamericano; el operador de radio (Richard Monahan); Y el Nisei, Tanaka.
Ellos llegan al templo aparentemente desierto sin más incidentes, pero Joe es asesinado esa noche por un mayor norcoreano (Harold Fong) que se esconde allí. El oficial finalmente es capturado. Intenta sin éxito subvertir primero a Thompson, luego a Tanaka, señalando el racismo que enfrentan en la América de los años cincuenta. El sargento Zack se esperaba tomar como premio el interrogatorio al mayor norcoreano y cínicamente esperaba una licencia para interrogarlo a libertad. Antes de que se vaya, Driscoll pide que cambien los cascos, debido a la suerte que tuvo, pero Zack lo rechaza. Entonces el pequeño surcoreano es asesinado por otro francotirador. Después de que el mayor se burle del deseo que el muchacho había escrito (una oración a Buda para que Zack este con él), Zack pierde el control y dispara al prisionero, que muere poco después.
Entonces la unidad detecta a los norcoreanos en movimiento y llama a atacar con la artillería. Cuando el enemigo se da cuenta de que la artillería está siendo dirigida desde el templo, atacan en grandes cantidades, apoyadas por un tanque. El ataque es repelido, pero solo Zack, Tanaka, Thompson y el operador de radio sobreviven. Cuando se sienten aliviados, Zack responde a la pregunta: "¿Cual es su compañía?" Con la respuesta, "Infantería de los EE.UU.". Mientras salen del templo, Zack va a la tumba de Driscoll y cambia su casco con el que marca la tumba del hombre.

## Reparto
- Gene Evans como Zack.
- Robert Hutton como Bronte.
- Steve Brodie como Driscoll.
- James Edwards como Thompson.
- Richard Loo como Tanaka.
- Sid Melton como Joe.
- Richard Monahan como Baldy.
- William Chun
- Harold Fong como "El rojo".
- Neyle Morrow
- Lynn Stalmaster

## Producción
En octubre de 1950, Fuller hizo su película en diez días con veinticinco extras que eran estudiantes de la UCLA y un tanque de madera contrachapada, en un estudio con niebla, y las tomas exteriores en Griffith Park por 104.000 dólares. De acuerdo con Ben Mankiewicz de Turner Classic Movies, Fuller escribió el guion en una semana. El casco de acero recaudó más de $ 6 millones.
El casco de acero enfrenta el racismo estadounidense cuando un prisionero comunista norcoreano conversa con un soldado negro acerca de las leyes raciales de Jim Crow. Además, el soldado coreano hace la primera mención, en una película de Hollywood, del internamiento de japoneses norteamericanos en la Segunda Guerra Mundial. La película enfureció a los militares que habían prestado asistencia en forma de material de archivo militar. El personal del ejército convocó a Fuller para una conferencia sobre la película. El Ejército de los Estados Unidos estaba molesto debido a la escena donde el sargento Zack está dispara a un prisionero de guerra. Fuller respondió que en su servicio de la Segunda Guerra Mundial sucedió con frecuencia, y que su antiguo oficial al mando, el general de brigada George A. Taylor, telefoneó al Pentágono para confirmarlo. Irónicamente, el periódico comunista, The Daily Worker, condenó The Steel Helmet como una fantasía de la derecha.
Fuller eligió a Gene Evans, rechazando el interés de un estudio importante en la filmación de The Steel Helmet con John Wayne como sargento Zack. Fuller amenazó con dejar de fumar cuando los productores querían que Evans fuera reemplazado por Larry Parks. Mickey Knox afirmó haber sido la primera elección de Fuller para Zack, pero cambió la película.
In October 1950, Fuller made his film in ten days with twenty-five extras who were UCLA students and a plywood tank, in a studio using mist, and exteriors shot in Griffith Park for $104,000. According to Ben Mankiewicz of Turner Classic Movies, Fuller wrote the script in a week. The Steel Helmet grossed more than $6 million.
The Steel Helmet confronts American racism when a North Korean Communist prisoner baits a black soldier in conversation with accounts of American society's Jim Crow rules. Moreover, the Korean soldier makes the first-ever mention, in a Hollywood film, of the internment of Japanese Americans in World War II.  The film infuriated the military who had provided assistance in the form of military stock footage.  Army personnel summoned Fuller for a conference on the film. The U.S Army was upset over Sgt. Zack's shooting of a prisoner of war. Fuller replied that in his World War II service it frequently happened, and had his former commanding officer, Brigadier General George A. Taylor, telephone the Pentagon to confirm it. Ironically, the Communist newspaper, The Daily Worker condemned The Steel Helmet as a right-wing fantasy.
Fuller cast Gene Evans, refusing a major studio's interest in filming The Steel Helmet with John Wayne as Sergeant Zack. Fuller threatened to quit when the producers wanted Evans replaced by Larry Parks. Mickey Knox claimed to have been Fuller's first choice for Zack, but he turned the film down.

## Recepción
Casco de acero fue recibido con la aclamación de la crítica con muchos elogios hacia la dirección de Fuller. La película tiene una calificación perfecta de 100% en Rotten Tomatoes basado en 13 opiniones.
El personal de la revista Variety dijo de la película: "Casco de acero señala los combates coreanos en un relato severo y duro que está muy bien dicho". Y continuó diciendo que también "sirve para introducir a Gene Evans como el sargento, un veterano de la Segunda Guerra Mundial, un hombre duro que está interesado en mantenerse vivo, y endurecido por el impacto de la guerra." Robert Hutton, objetor de conciencia en la última guerra, pero ahora dispuestos a luchar contra el comunismo, Steve Brodie, el teniente que solía retirarse del combate anteriormente; James Edwards, el médico negro, y Richard Loo, el heroico Nisei, son los otros directores que se suman al robusto realismo."
Dave Kehr, del Chicago Reader, escribió: "El primer gran logro de Sam Fuller es un sombrío pedazo de agresión ambientado en la Guerra de Corea, donde un sargento estadounidense (Gene Evans) forma un pacto de supervivencia con un huérfano coreano. La poderosa dirección de Fuller convierte una historia trivial en un apasionante estudio de la identidad nacional y personal ".
Los críticos de la revista Time Out dijeron que es "una película de guerra característicamente impactante de Fuller, trazando la fortuna del sargento Zack, de Gene Evans, único superviviente de una masacre en Corea." Salvado por un huérfano coreano y después unido a otros soldados restantes de sus unidades, el cínico veterano de Evans encarna la tesis perseverante del escritor-director de que, para sobrevivir a la locura de la guerra, es necesario un individualismo despiadado. Fuller no glamuriza ni a su protagonista solitario ni a la guerra misma:  él apoya claramente la presencia de los EE. UU. en Corea pero la batalla sigue siendo un asunto caótico, mortal, y nadie tiene mucha idea de por qué luchan. Las escenas de acción son terribles debido al bajo presupuesto de la película"
Leonard Maltin de Turner Classic Movies en línea en su brillante comentario premió la película con tres y medio sobre 4 estrellas y dijo "Samuel Fuller. Gene Evans, Robert Hutton, Steve Brodie, James Edwards, Richard Loo, Sid Melton. Evans es un valiente sargento americano capturado en un vertiginoso giro de los acontecimientos en los comienzos de la guerra de Corea; es un sólido melodrama escrito por Fuller, con vistas sorprendentemente contemporáneas de la guerra misma." Sean Axmaker también de Turner Classic Movies en línea escribió que Casco de acero es "La primera película americana sobre la Guerra de Corea [y] una de las películas de guerra más grande jamás hecha".